# Alberto Berco
Alberto Abraham Berconsky, más conocido por su nombre artístico Alberto Berco (Buenos Aires; 14 de agosto de 1929-Madrid; 18 de enero de 2021),  fue un actor de cine, televisión y teatro argentino, que destacó en sus papeles de galán.

## Carrera profesional
Estudió actuación con la profesora Hedy Crilla y se inició en el grupo experimental del teatro SHA en la década de 1950. Ya como profesional tuvo papeles en El carro de la basura; Testigo de cargo, junto a Amelia Bence; Un tal Judas, con la dirección de Narciso Ibáñez Menta; La alondra, con Luisa Vehil y dirección de Jean-Louis Barrault, y Son cosas de papá, con Niní Marshall y Enrique Serrano. En 1957 actuó en el Teatro Casino con Pablo Acchiardi, Ricardo Castro Ríos, Elías Herrero, Lydia Lamaison, Inda Ledesma, Bernardo Perrone, Osvaldo Riofrancos y Víctor Schlichter en El mal corre, de Jacques Audiberti.
En 1962 trabajó en el Teatro Odeón en la obra Cosas de papá y mamá de Alfonso Paso, con Niní Marshall, Ricardo Argemi, Fina Basser, Marina Duclós, Manolo Fábregas y Enrique Serrano.
En cine debutó en Corazón (1947), trabajó en pareja con Hilda Rey en Una viuda casi alegre (1950) y Los problemas de Papá (1954), con Lolita Torres en Un novio para Laura (1955) y con su esposa Susana Campos en Bacará (1955).
En la televisión argentina trabajó junto a Nelly Panizza en el teleteatro Su historia favorita.
En la década de 1960 continuó en España su carrera profesional trabajando en cine y en televisión y más adelante se radicó en Miami.

## Vida privada
Era judío. Se casó con la actriz Susana Campos. Es padre de la artista plástica Viviana Berco, la mayor (casada con Joaquín Galán, del dúo Pimpinela) y de la actriz Roxana Berco (su hija menor). Posteriormente, en 1973 contrajo segundas nupcias con la actriz, cantante y presentadora cubana Mayra Gómez Kemp.
Falleció el 18 de enero de 2021 a los 91 años en Madrid, a causa de un fallo cardíaco que ya había presentado antes.

## Filmografía
Participó en los siguientes filmes:
Actor
- Venus de fuego (1978)
- País, S.A. (1975)
- Celos, amor y Mercado Común (1973)
- España otra vez (1969) …Dr. Gavotty
- Mañana será otro día (1967) … Barín
- Canuto Cañete y los 40 ladrones (1964) … Aviador
- Los conquistadores del Pacífico (1963)
- Las modelos (1962)
- Atraco a las tres (1962)
- Julia y el celacanto (1961) Manolo
- Amor bajo cero (1960) Joaquín
- Melodías de hoy (1960)
- Alfonsina (1957)
- Adiós problemas (1955)
- Bacará (1955) … Santiago Olivera
- Un novio para Laura (1955)
- Los problemas de Papá (1954)
- Fin de mes (1953)
- Una viuda casi alegre (1950)
- Historia del 900 (1948) …Extra
- Corazón  (1947)

## Televisión
- Estudio 1 (serie) (1981) 
  - El criado (1981) … Richard
- A la caza de Eichman (película) (1979)… Rodríguez
- ¿Es usted el asesino? (miniserie)
- Historias para no dormir (serie) 
  - El asfalto (1966)
  - NN23 (1965)
- Los suicidios constantes (serie) (1961)
- Pánico en el plató (serie) 
  - Episodio n° 17… Él mismo (2009)

Coordinador de producción
- La residencia (1969)